# Kübekháza
Kübekháza (deutsch Kübeckhausen, kroatisch Kibik, serbisch Кибекхаза) ist eine ungarische Gemeinde im Kreis Szeged im Komitat Csongrád-Csanád. Sie liegt ungefähr zehn Kilometer südöstlich von Szeged unmittelbar an der Grenze zu Rumänien und zwei Kilometer nördlich der Grenze zu Serbien. Matthias Annabring wurde hier geboren.

## Sehenswürdigkeiten
- Römisch-katholische Kirche Szent István király, erbaut 1879–1880

## Verkehr

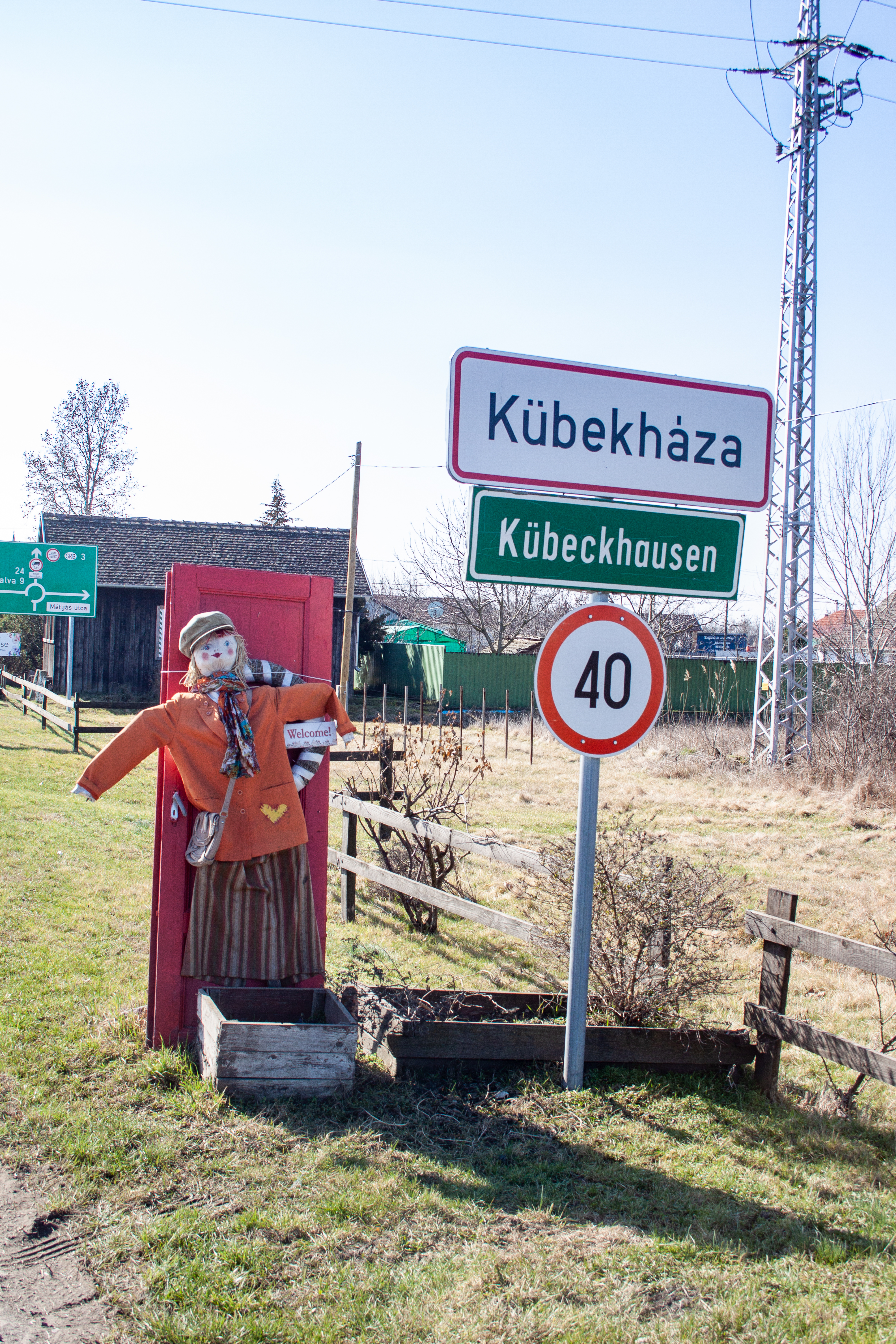
Ortseingang

Durch Kübekháza verläuft die Landstraße Nr. 4302. Der nächstgelegene Bahnhof befindet sich nordwestlich in Szőreg.